# 袁弘
袁 弘（ユエン・ホン、1982年8月23日 - ）は、湖北省武漢市出身の中華人民共和国の俳優。上海戯劇学院卒業。カタカナ表記の揺れで、「ユアン・ホン」と記されることもある。

## 経歴
- 武漢の一般的な家庭に育ち、高校時代は生徒会長、バスケットボール部の部長を務めた。上海戯劇学院の試験を受けて合格するも、周囲との演技力の差や自身の武漢訛りを痛感し、必死に努力した結果、大学2年生のとき、舞台劇に出演を果たした。2003年には、宮廷コメディ『天下無双』で清の康熙帝を演じて本格的に俳優デビュー。そして2006年のドラマ『楊家将伝記 兄弟たちの乱世』で宋と敵対する遼の猛将・耶律斜を演じ、2008年には金庸原作の大人気武侠ドラマ『射鵰英雄伝』において主人公・郭靖のライバル・楊康の役を演じるなど、大きな注目を集めた。
- 2010年のドラマ『織姫の祈り（中国語版）』では、国への忠義に燃える南宋の大将軍・林慕飛の役を力演した。また2011年には、大ヒットドラマ『宮廷女官 若曦』に出演。中国史上名高い康熙帝の十三皇子・胤祥を好演し、さらに人気を高めた。その後、『二人の王女』や『ムーラン』などのドラマで助演を務め、強い存在感を見せた。
- 2016年には、ドラマ『秀麗伝〜美しき賢后と帝の紡ぐ愛〜』において女優・林心如とダブル主演を務め、中国史上屈指の名将・明君として知られる後漢の初代皇帝・光武帝劉秀の役を熱演した。この作品での演技が高く評価され、「第22回華鼎奨中国古代題材電視劇最佳男演員」の賞を受賞。同作は、自身のキャリアの中でも屈指の代表作となった。また2018年には、準主演として王朝陰謀劇『鳳凰の飛翔（中国語版）』に出演した。

## 人物
- 芸風としては、クールな役柄を演じることが多い。妻は女優の張歆芸（中国語版）であり、2014年制作のドラマ『解憂～西域に嫁いだ姫君～』での共演をきっかけに交際をスタートし、2016年にドイツで挙式を行った。2019年には男児を儲けている。なお、人気俳優の胡歌や彭于晏・劉詩詩らと交友が深いことでも知られる。
- 数々の作品で重要な役柄を演じ、多くのファンを獲得。人気俳優としての地位を確固たるものにしており、SNS「微博」のフォロワー数は4050万人を超えるほどである[1]。

## 出演作品

### ドラマ
2004年
- 『天下無双』 - 康熙帝 役(※以下「役」省略)
- 『タンポポ～蒲公英～』 - 汪博深

2005年
- 『夜半歌声』- 肖欧
- 『聊斋志异系列之阿宝』 - 孫子楚

2006年
- 『楊家将伝記 兄弟たちの乱世』 - 耶律斜

2008年
- 『上书房』 - 弘暦
- 『射鵰英雄伝』 - 楊康

2009年
- 『仙剑奇侠传三』 - 雲霆

2010年
- 『神医大道公』 - 四進
- 『織姫の祈り（中国語版）』 - 林慕飛
- 『天地民心』 - 祁寯藻(※青年期)

2011年
- 『迷雾双龙』 - 邢文遠
- 『宮廷女官 若曦』 - 胤祥(十三皇子)

2012年
- 『二人の王女』 - 阿羯那思慕(アジェナ・スム)(※吐谷渾王子)

2013年
- 『ムーラン』 - 趙宇
- 『龙门镖局』 - 宋書懐
- 『真爱惹麻烦』 - 王翔
- 『广告风云』 - 欧陽楽

2014年
- 『少年神探狄仁傑』 - 唐高宗

2015年
- 『转身说爱你』 - 于楚浩
- 『平凡的世界』 - 孫少平
- 『天使的城』 - 麦克文
- 『华胥引之绝爱之城』 - 沈岸

2016年
- 『解憂～西域に嫁いだ姫君～』 - 翁帰（中国語版）
- 『穿越谜团』 - 馬東
- 『秀麗伝〜美しき賢后と帝の紡ぐ愛〜』 - 劉秀(光武帝)
- 『战神之血染的青春』 - 劉嘯然
- 『咱们相爱吧』 - 時光

2018
- 『绝不松开你的手』 - 楊啓銘
- 『秘密航线』 - 謝一航
- 『远大前程』 - 斉林
- 『她很漂亮』 - 司徒敏
- 『鳳凰の飛翔（中国語版）』 - 晋思羽

2020年
- 『刺』 - 陳茜(※ネットドラマ)
- 『生活像阳光一样灿烂』 - 趙陽光

2021年
- 『上陽賦〜運命の王妃〜』 - 賀蘭箴
- 『幻想神国記 〜運命の旅路〜』 - 火屠辛

### 映画
2013年
- 『制服』 - 肖凱

2016年
- 『過年好』
- 『杠上開花』 - 黒皮
- 『飛天窯女』 - 趙構

2018年
- 『泡芙小姐』 - 警察
- 『愛情公寓』 - 呉邪

2019年
- 『鼠胆英雄』 - 邢鉄城
- 『青雲 〜投げ出した人生の拾い方〜』 - 劉光明

2021年
- 『平原上的摩西』

2023年
- 『热搜』